# The Civil Surface
The Civil Surface este al treilea și ultimul album al trupei Egg. A fost lansat în 1974. Formația se destrămase în 1972 nu înainte, însă, de a cânta niște piese noi pe parcursul ultimelor lor concerte. Noile cântece au fost foarte bine primite de fani, așa că trio-ul a decis să se reunească pentru a le înregistra. Albumul are invitați muzicieni ca Steve Hillage și Lindsay Cooper. 

## Tracklist
1. "Germ Patrol" (8:31)
2. "Wind Quartet I" (2:20)
3. "Enneagram" (9:07)
4. "Prelude" (4:17)
5. "Wring Out The Ground (Loosely Now)" (8:11)
6. "Nearch" (3:22)
7. "Wind Quartet II" (4:48)

## Componență
- Dave Stewart - orgă, pian, bas (6)
- Mont Campbell - bas, voce, corn Francez, pian
- Clive Brooks - tobe